# Cercanías Bilbao

Netzkarte der Linien der Staatsbahn RENFE

Cercanías Bilbao ist das Cercanías-Netz der spanischen Stadt Bilbao und der Region. Es wird von Renfe betrieben.
Die vier Linien beginnen im Bahnhof Bilbao-Abando. Die Linien C1, C2 und C4 fahren von hier in zwei Tunneln durch die Innenstadt. Entlang des Flusses Nervión verläuft die Strecke Richtung Norden. In Zorroza zweigt die Linie C4 entlang des Flusses Kadagua ab und endet in Balmaseda. In Barakaldo gabeln sich die übrigen Linien. Die Linie C1 verläuft über Portugalete nach Santurtzi. Die Linie C2 zweigt in Barakaldo in Richtung Westen ab und endet in Muskiz. Die Strecke der dritten Linie C3 verläuft ebenfalls entlang des Flusses Nervión, allerdings in die entgegengesetzte Richtung, wo sie in Orduña endet.

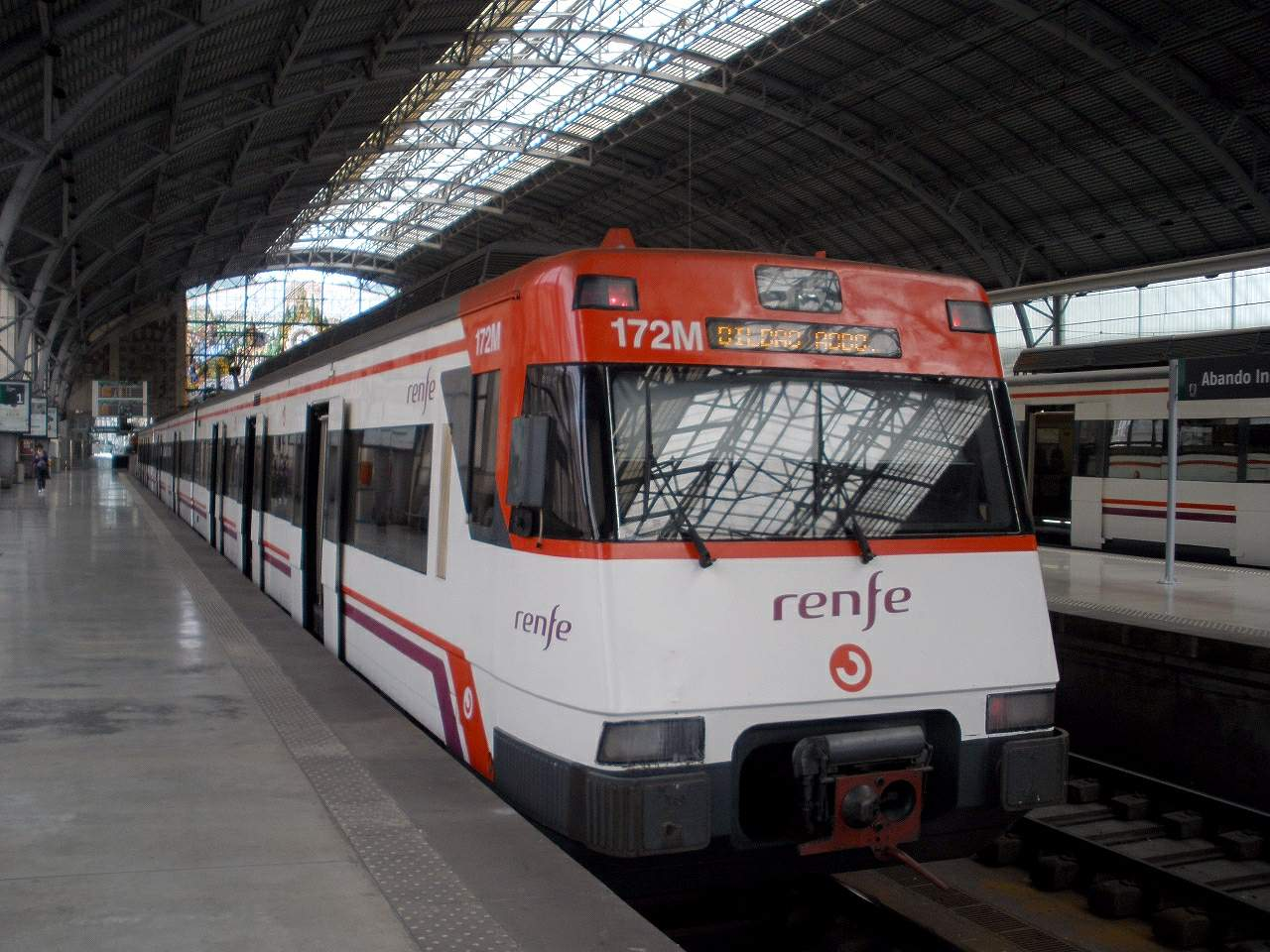
Reihe 446 im Bahnhof Bilbao-Abando (2014)

Als Fahrzeuge kommen Triebwagen der RENFE-Baureihe 446 zum Einsatz.

## Cercanías AM
Den Betrieb auf Bahnstrecken in Meterspur (spanisch: Ancho Métrico) hat Renfe 2013 von FEVE übernommen. In der Region Bilbao wird die Linie von Bilbao nach Balmaseda in Anlehnung an oben genannten Zählweise auch Linie C4 oder C4ƒ genannt. Die C4 beginnt am Bahnhof Bilbao-La Concordia in unmittelbarer Nähe zum Bahnhof Bilbao-Abando.